# Peter van der Veer
Peter van der Veer (né en 1953 à Groningue, Pays-Bas) est un anthropologue néerlandais auteur d'importantes contributions à l'étude de la religion et de la société indienne.

## Biographie
Ancien professeur de religion comparée et directeur du Religion and Society Research Centre at the University of Amsterdam, Van der Veer est actuellement Professeur à l'Université d'Utrecht où il a reçu son doctorat en 1986.
Il est rédacteur de la série Routledge « Zones of Religion » et occupe des fonctions éditoriales au sein de plusieurs revues savantes dont Eastern Anthropologist, Public Culture, Cultural Dynamics, Ethnos, et MERA-Journal. 
Il est directeur du département Diversité religieuse à l'Institut Max-Planck de recherche sur les sociétés multireligieuses et multiethniques.
Il est membre de la Royal Netherlands Academy of Arts and Sciences (KNAW), de laquelle il a reçu en 2001 le Prix Dr Hendrik Muller des Sciences sociales et comportementales.